# Ota Janeček
Ota Janeček (15. srpna 1919 Pardubičky u Pardubic – 1. července 1996 Praha) byl český malíř, grafik, ilustrátor a sochař. Pracoval na návrzích textilií, keramiky a spolupracoval i s filmem.

## Život a dílo
V letech 1937–1939 studoval kreslení na Českém vysokém učení technickém v Praze u O. Blažíčka, C. Boudy a K. Pokorného. Po uzavření vysokých škol nacisty pracoval krátce v továrně na výrobu jízdních kol, potom studoval na pražské Umělecko-průmyslové škole (1941–1942), kterou však nedokončil. Byl členem SVU Mánes (1943/4–1949 a 1990–1996) a SČUG Hollar. Po čistkách na počátku normalizace byl zbaven členství v SČVU a StB ho vedla jako nepřátelskou osobu. Zůstal ale členem Českého fondu výtvarných umění a často vystavoval v zahraničí. Jeho manažerem se stal někdejší náměstek ředitele ČFVU ing. Jiří Vobrázek, agent StB s krycím jménem František, který pravidelně podával informace ze zahraničních výstav organizovaných Art Centrem.
Jeho první malířská díla byla poznamenána expresivitou typickou pro válečné období. V některých obrazech se objevuje inspirace Amedeem Modiglianim, ale od roku 1943 proniká do jeho děl i vliv kubismu. Již zde začaly krystalizovat okruhy jeho pozdější tvorby, především kresby dívčích aktů. Začíná rovněž poprvé samostatně vystavovat.

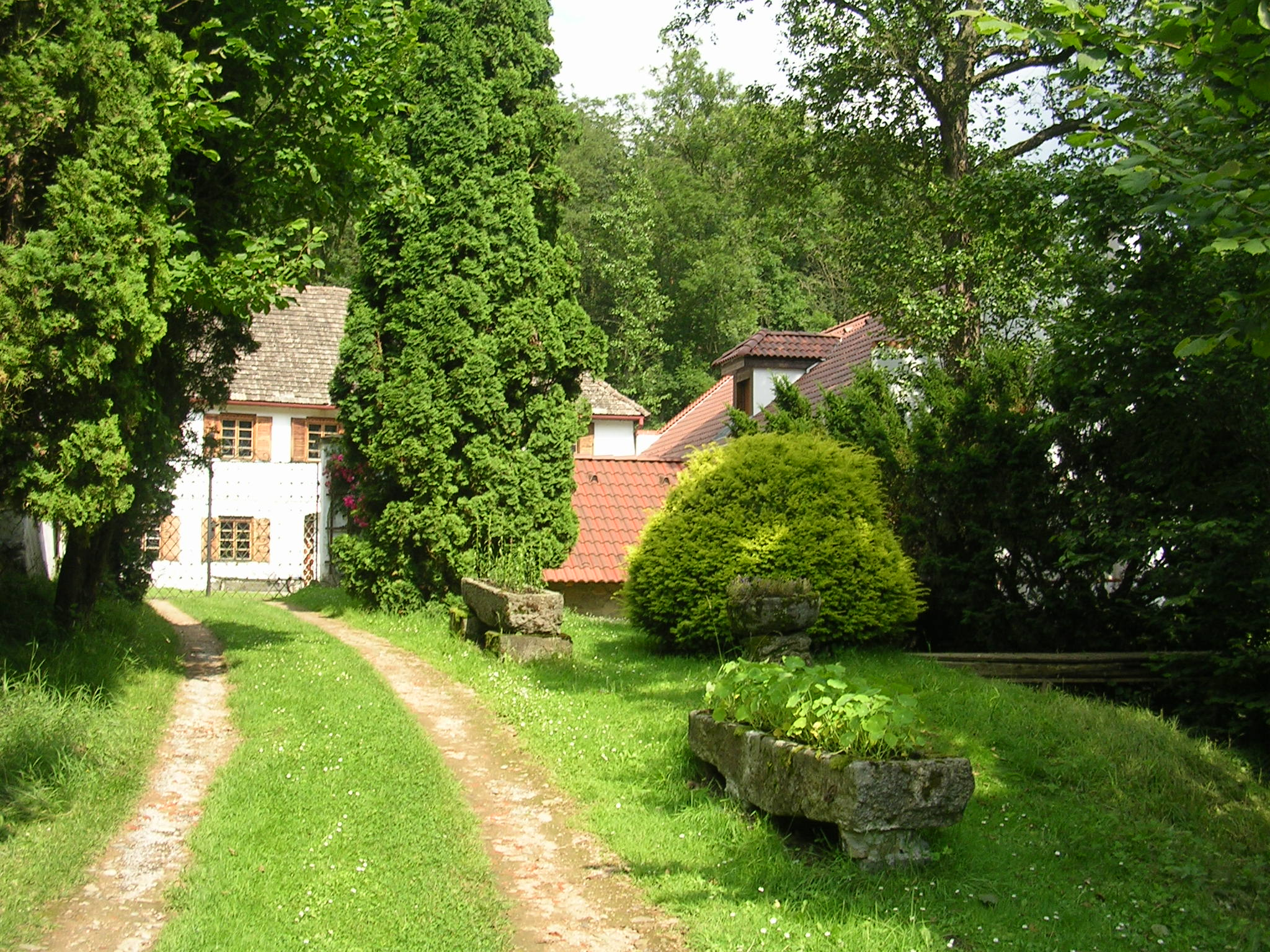
Smetákův mlýn na říčce Brzině na Sedlčansku - zde Ota Janeček v letech 1963–1996 žil a tvořil

Po roce 1948 objevuje postupně svůj osobitý, poetický styl s organickými, dekorativními prvky místy inspirovanými lidovým uměním a vycházejícími z motivů odpozorovaných v přírodě. V letech 50. se ještě dočasně vrací k realistickému pojetí obrazu, ale od následující dekády už jeho díla už přecházela do nefigurativních, florálních tvarů. V této době vzniká i jeho vrcholný malířský cyklus Trávy, což jsou jakási komorně pojatá přírodní zátiší. Později tvoří i další přírodní  cykly – Staré stromy, Příměstské krajiny, Zimní krajiny, Krajina Českého středohoří či ještě kubisticky laděná Města, posouvá se ale i k abstraktnějším polohám maleb vegetativních symbolů viděných jakoby pod mikroskopem, tak jako v cyklech Organismy, Buňky a Formy ze 60. let. Vystavuje např. ve Špálově galerii, tvoří řadu kovových a dřevěných plastik a spolupracuje s režiséry Weissem a Krejčíkem na výtvarné stránce jejich filmů.
K typickým motivům jeho malby v 70. a 80. letech naopak patří jemná, jakoby zasněná stylizace květin, ptáčků, motýlů, stromů, vajec či stébel trávy, připomínající svou křehkostí mistry japonských závěsných obrazů. Vznikají i nové cykly - Slunce a Země nebo obrazy různých imaginárních a mystických krajin. V kresbě i grafických technikách se hojně věnuje rovněž svým charakteristickým dívčím aktům.
Kromě malby tvoří velice významnou část Janečkova díla grafika, především linoryty, litografie a suchá jehla, o níž prohlásil: "Suchou jehlu dělám od samého začátku a oblíbil jsem si ji proto, že nepotřebuju ani "kuchyň" ani "laboratoř". Stačí mít v kapse desku a jehlu. A pak - je to technika pravdy. Odhalí s naprostou jistotou, jak umíš kreslit." Vytvořil okolo 1000 grafických listů, které však nijak neevidoval a jen zřídka uváděl vedle podpisu i rok vzniku. Přibližný soupis jeho grafické tvorby provedl až koncem 80. let dr. Ladislav Loubal.
Janeček realizoval za svůj život velkou řadu knižních ilustrací (Hrubín,  Halas,  La Fontaine, Ovidius, Wilde, Seifert či Verlaine, později ilustrace ke staré čínské poezii) a kreslil rovněž portréty. Pro několik generací českých školáků je znám svými ilustracemi Slabikáře a Čítanky.

## Ocenění
Janeček byl vyznamenán roku 1964 Cenou Marie Majerové a v roce 1969 Cenou ministra kultury. V roce 1963 získal první cenu v Sao Paulu za ilustraci dětské knihy, roku 1970 stříbrného orla na Mezinárodním knižním veletrhu v Nice. V roce 1985 byl jmenován zasloužilým umělcem.
Na výstavě v Londýně roku 1985 byl anglickou kritikou označen "spolu s Picassem, Braquem, Modiglianim, Schielem a Matissem za největší postavu světové kresby tohoto století".
Jeho celoživotní dílo bylo završeno v roce 1995 velkou retrospektivní výstavou v pražském Mánesu.
Ota Janeček je svými díly zastoupen v Národní galerii v Praze, v londýnské Tate Gallery, v Národní knihovně v Paříži, v MC Nay Institute v San Antonio (USA), v japonském Tochigi Prefectural Museum of Fine Arts a v National Gallery of Wales.